# ŽKK Dubrava Zagreb
ŽKK Dubrava je hrvatski ženski košarkaški klub iz Zagreba. 

## Poznate igračice
Karijeru u Dubravi su započele:
- Tihana Abrlić – Jurić
- Lidija Abrlić – Gnjidić
- Katarina Maloča – Mrčela
- Anđa Radoš - Jelavić
- Iva Slišković
- Ana Čačić

## Vanjske poveznice
- Mrežne stranice ŽKK Dubrava  Arhivirana inačica izvorne stranice od 2. travnja 2016. (Wayback Machine)